# Очиров, Жаргал Батоевич
Жаргал Батоевич Очиров (род. 26 марта 1975, посёлок Агинское, Читинская область) — российский тайбоксер, выступавший в среднем весе. Чемпион мира по тайскому боксу по версии UWMTA (2000), чемпион мира по тайскому боксу (1996, 1999), чемпион Азиатского региона России по тайскому боксу (СФО) (1997, 1998). Тренер по тайскому боксу. Индивидуальный предприниматель. Председатель Федерации тайского бокса Республики Бурятия.